# سد شاهی
سد شاهی یا بند شش‌طراز مربوط به سده ۷ قمری (دوره غزنوی) است که در شهرستان کوهسرخ، ۹/۵ کیلومتری جنوب‌غربی روستای کریز واقع شده است. این اثر در تاریخ ۲ آبان ۱۳۸۲ با شمارهٔ ثبت ۱۰۴۵۸ به‌عنوان یکی از آثار ملی ایران به ثبت رسیده است.

## تاریخچه
طبق اظهارات محلی، این بند در حدود ۱۰۰۰ تا ۱۲۰۰ سال پیش‌ساخته شده است. در جایی دیگر قدمت این بند حدود ۹۰۰ سال پیش و در دوره غزنویان ذکر شده است. همچنین در کتاب نگرشی بر سدهای ایران، عمر بند شش‌طراز ۱۰۰۰ سال ذکر شده است.
ظاهراً از زمان احداث تاکنون، تعمیر اساسی در آن صورت نگرفته اما تغییر رنگی که در دیواره‌بند و به ویژه در جناح راست وجود دارد، نشان می‌دهد که احتمالاً بخشی از نمای دیواره که بر اثر فرسایش تخریب شده، در دوره‌های بعد با سنگ و ملات آهک بازسازی شده است.

## نگارخانه

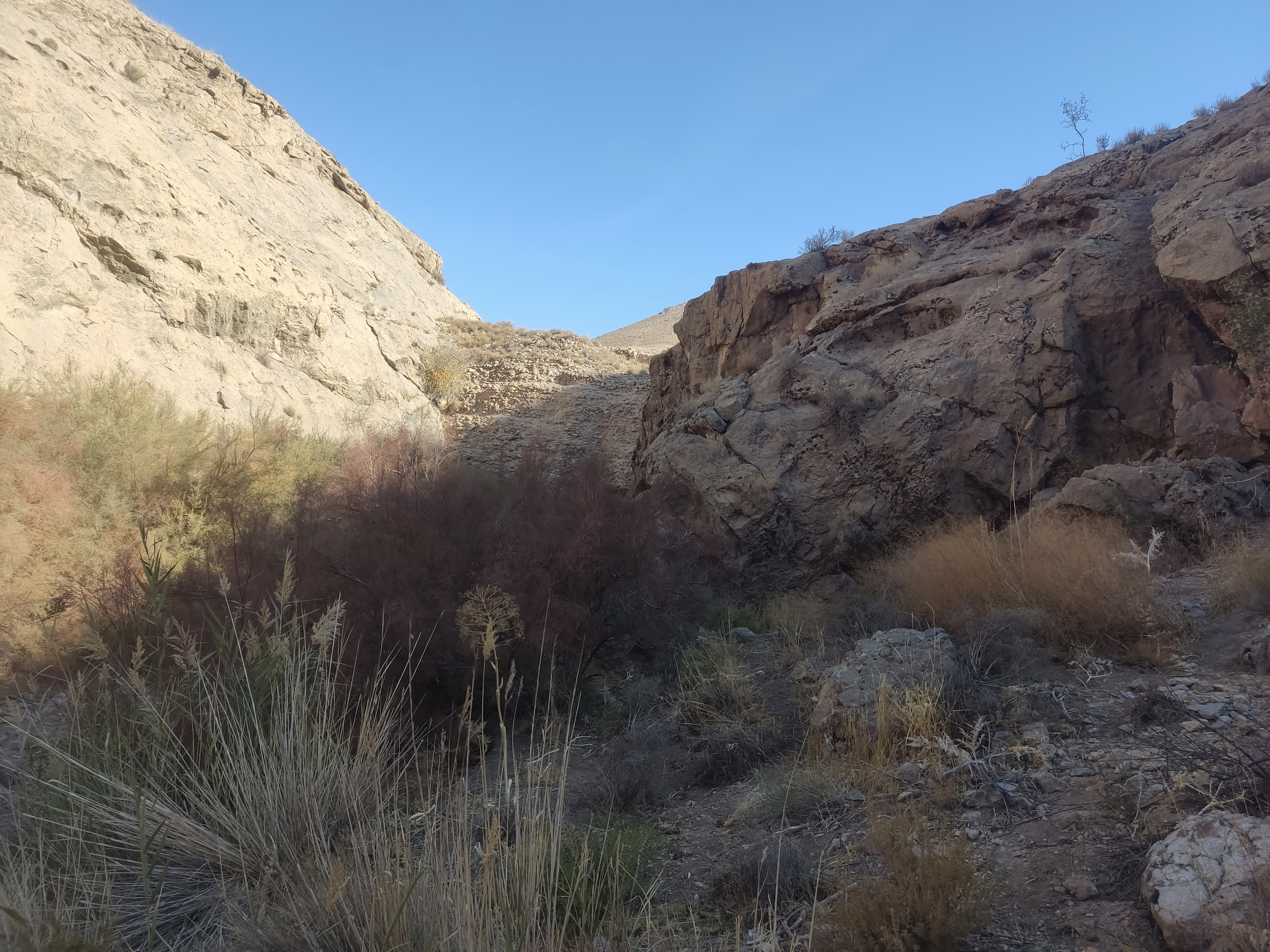
بند شش‌طراز در پاییز ۱۴۰۰
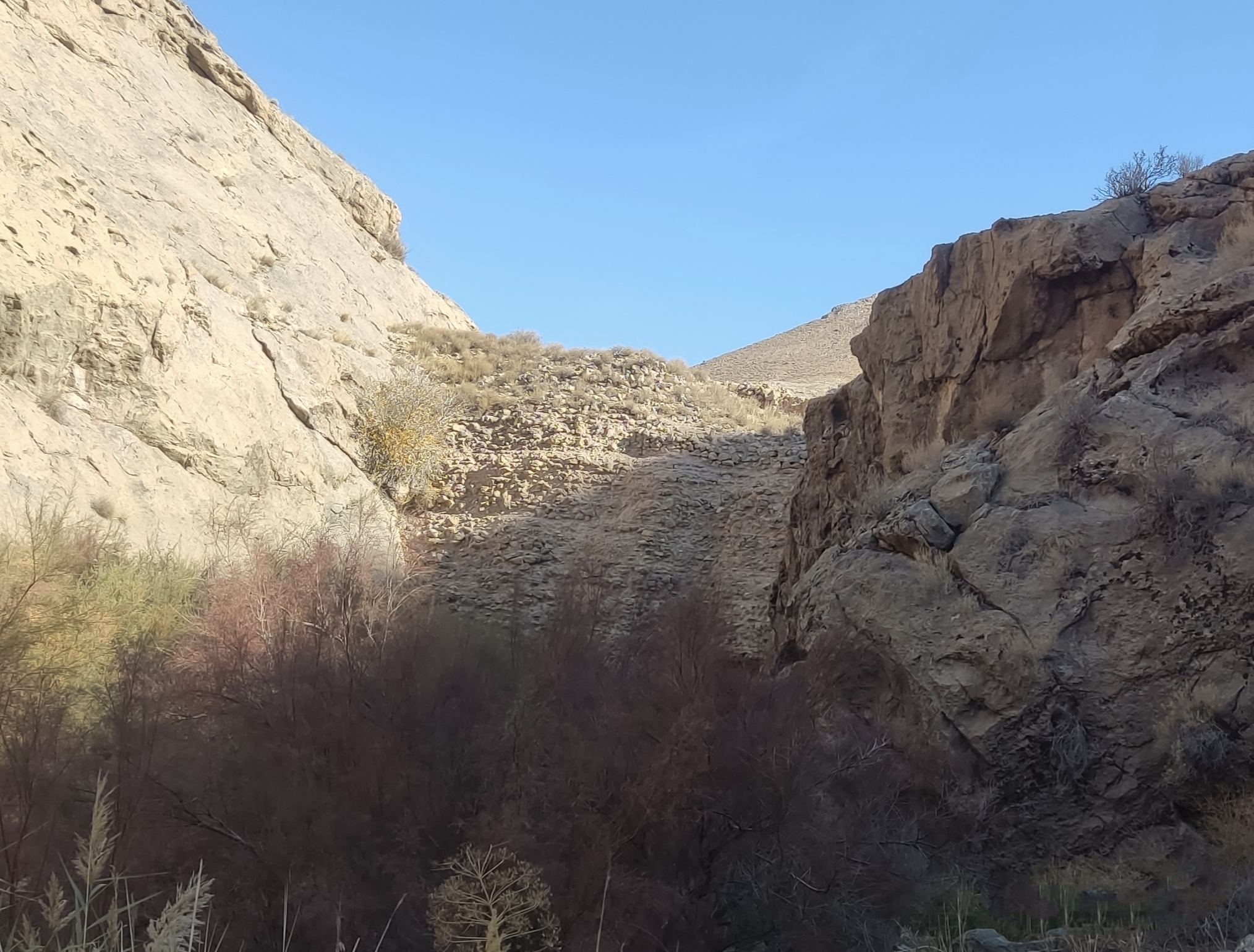
بند شش‌طراز در پاییز ۱۴۰۰
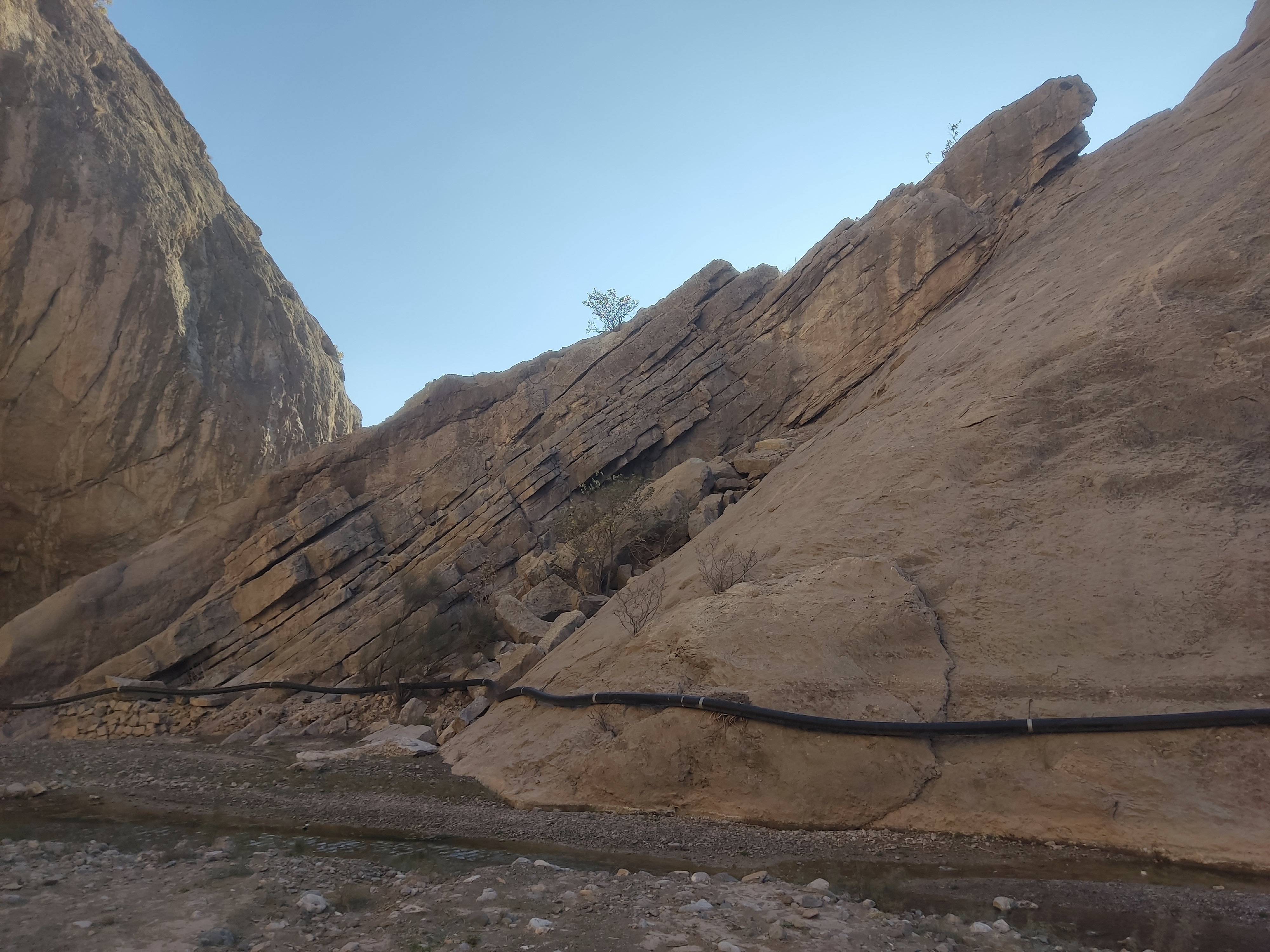
بند شش‌طراز در پاییز ۱۴۰۰
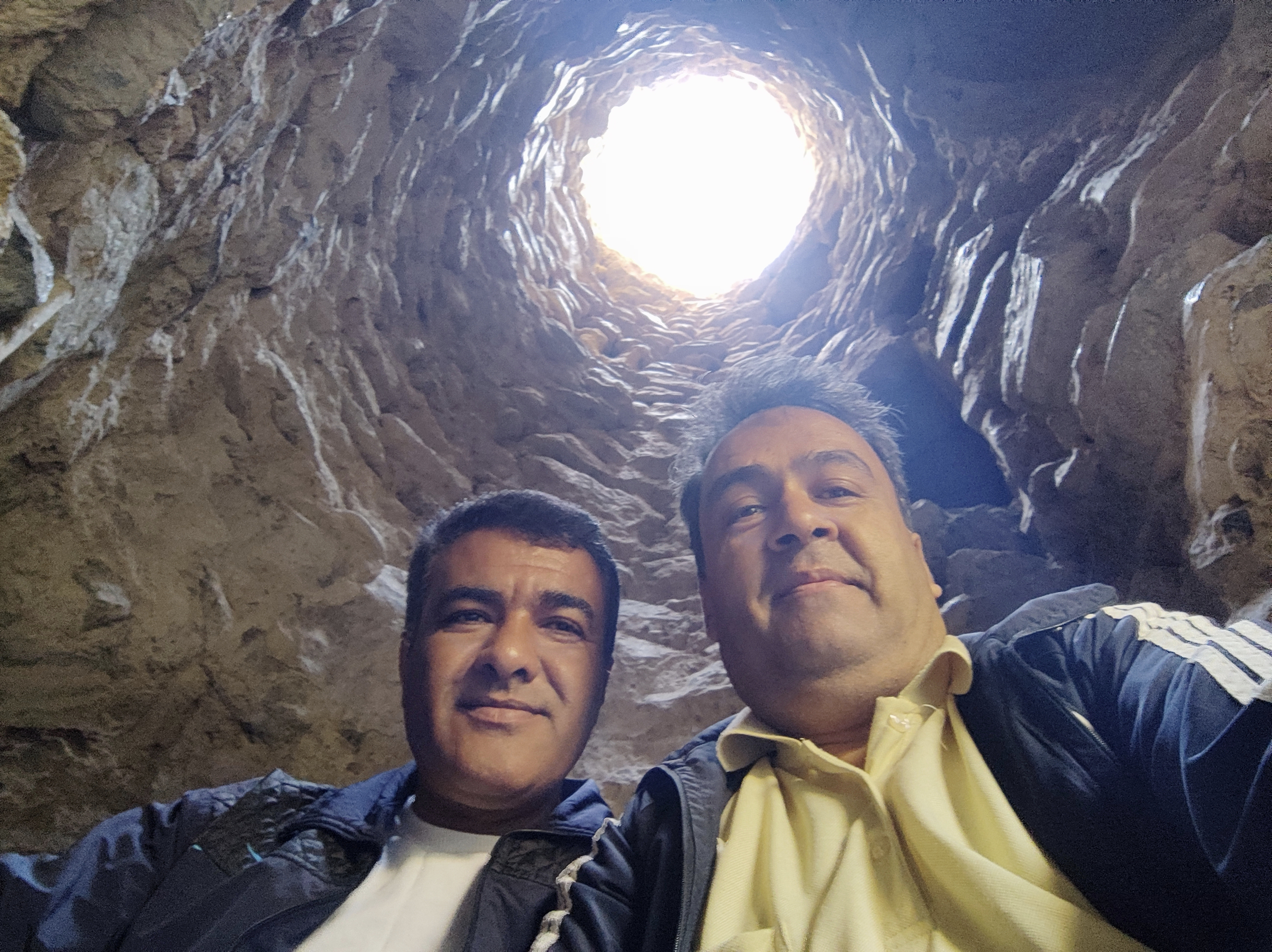
بند شش‌طراز در پاییز ۱۴۰۰